# Discovery Channel Pro Cycling Team

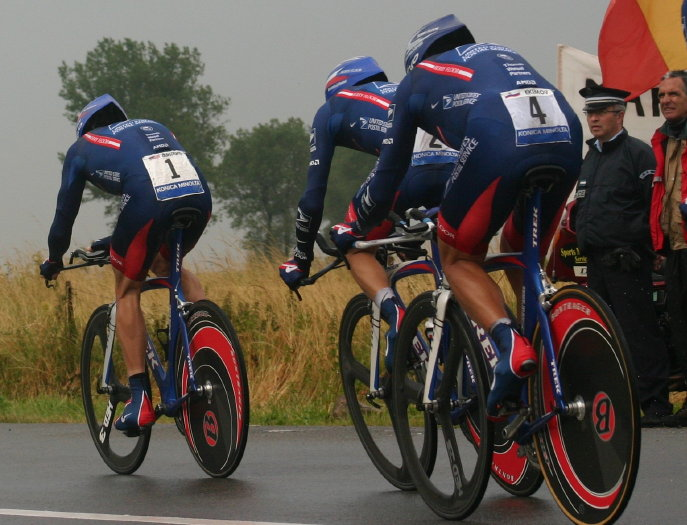
L'equip al 2004

El Discovery Channel Pro Cycling Team (codi UCI: DSC) va ser un equip professional estatunidenc de ciclisme en ruta creat l'any 1988. Se la conegut al llarg del temps per diferents noms com Subaru, Montgomery i especialment per US Postal. Desaparegué al final de la temporada 2007. Va competir com a equip UCI Pro Tour des de l'any 2005.

## Història
Creat el 1988 com a equip amateur, va passar a professionals dos anys després gràcies al patrocini de Subaru. A les seves files hi havia corredors com el campió olímpic Steve Hegg, Bart Bowen o els germans Marc i Yvon Madiot.
Després d'una pausa el 1994, l'equip es rellança l'any següent especialment amb l'arribada dels diners del United States Postal Service. Van arribar a l'equip ciclistes com Andrew Hampsten, Tyler Hamilton o Sven Teutenberg.
El 1997 es va contractar a Viatxeslav Iekímov i l'any següent Lance Armstrong. Amb l'arribada del ciclista americà comencen els grans èxits, especialment al Tour de França.
El 2005, Discovery Channel entra com a espònsor principal, però dos anys després, enmig de les sospites de dopatge, l'equip es dissol.

## Dopatge
L'agost de 2012, l'Agència Antidopatge dels Estats Units (USADA) imposa sancions per violacions de les normes antidopatge en contra de diversos ex ciclistes i membres de l'equip directiu. En particular, s'imposa una suspensió de per vida a Lance Armstrong, i la retirada de les seves set victòries al Tour de França.
Les sancions realitzades per la USADA són la culminació d'una investigació iniciada el 2009. A l'octubre del 2012, la USADA va donar a conèixer el seu informe de la investigació. En ell es descriuen les pràctiques i l'organització de dopatge dins de l'equip, en què es considera "el programa de dopatge més sofisticat, professional i reeixit en la història de l'esport". L'informe, de més de 1.000 pàgines, conté les declaracions de 26 persones, entre les quals hi ha 11 excompanys d'Armstrong: Floyd Landis, George Hincapie, Christian Vande Velde, Jonathan Vaughters, David Zabriskie, Levi Leipheimer, Frankie Andreu, Michael Barry, Tom Danielson, Tyler Hamilton i Stephen Swart, qui varen afirmar que a l'equip s'efectuaven pràctiques irregulars, que foren professionalment dissenyades per pressionar els ciclistes per a l'ús de drogues, evadir-ne la detecció i assegurar llur silenci.

## Classificacions UCI
Fins al 1998 els equips ciclistes es trobaven classificats dins l'UCI en una única categoria. El 1999 la classificació UCI per equips es dividí entre GSI, GSII i GSIII. D'acord amb aquesta classificació els Grups Esportius I són la primera categoria dels equips ciclistes professionals. La següent classificació estableix la posició de l'equip en finalitzar la temporada.
| Temporada | Classificació per equips | Millor ciclista en la classificació individual |
| --------- | ------------------------ | ---------------------------------------------- |
| 1995      | 38è                      | Darren Baker (371è)                            |
| 1996      | 23è                      | Tomasz Brożyna (152è)                          |
| 1997      | 16è                      | Viatxeslav Iekímov (15è)                       |
| 1998      | 15è                      | Lance Armstrong (25è)                          |
| 1999      | 13è                      | Lance Armstrong (7è)                           |
| 2000      | 11è                      | Lance Armstrong (4t)                           |
| 2001      | 9è                       | Lance Armstrong (4t)                           |
| 2002      | 3r                       | Lance Armstrong (2n)                           |
| 2003      | 10è                      | Lance Armstrong (8è)                           |
| 2004      | 6è                       | Lance Armstrong (7è)                           |

L'equip Discovery Channel s'integra el 2005 a l'UCI ProTour. La taula presenta les classificacions de l'equip al circuit, així com el millor ciclista individual.
| Temporada | Classificació per equips | Millor ciclista en la classificació individual |
| --------- | ------------------------ | ---------------------------------------------- |
| 2005      | 8è                       | Lance Armstrong (5è)                           |
| 2006      | 4t                       | George Hincapie (14è)                          |
| 2007      | 7è                       | Alberto Contador (3r)                          |